# Wulff von Ahlefeldt (Haselau)
Wulff von Ahlefeldt († 1572) in Hamburg war Erbherr von Haselau und dem Gut Kaden.

## Leben
Er war der Sohn von Friedrich von Ahlefeldt und Catharina von Ahlefeldt, geborene von Pogwisch. Nach dem Tod seiner Eltern erbte er 1551 Haselau, den nördlichen Teil der Haseldorfer Marsch und das Gut Kaden. Seine erste Frau war Emerentia von Rantzau, die Tochter des Schack von Rantzau, Herr auf Rantzau und Panker und Barbara von Rantzau aus dem Hause Bülk. Aus dieser Ehe gingen fünf Kinder hervor. Im Jahre 1565 heiratete er Ollegard von Buchwaldt, eine Tochter von Jasper von Buchwald, Herr auf Borstel und Sierhagen und der Anna von Rantzau-Kletkamp. Zusammen hatten sie fünf Kinder, von denen einer Marquard von Ahlefeldt war. Wulff von Ahlefeldt starb im Jahre 1572 an den Folgen eines Sturzes mit dem Pferd und wurde in der Hl. Dreikönigskirche in Haselau beigesetzt.
Seine Witwe baute von seinem Erbe in den Jahren 1572 und 1573 in Haselau, die Kirche, das Pastorat, die Küsterwohnung und das Erbbegräbnis von Grund aus neu auf und starb im November 1618 auf Gut Kaden im Alter von 71 Jahren.